# Ondřej Kim Tegon
Svatý Ondřej Kim Tegon (21. srpna 1821 Korea – 16. září 1846 Soul; korejsky 김대건 안드레아) byl první katolický kněz domácího původu na Korejském poloostrově. Zemřel násilnou smrtí.

## Život
Křesťanské učení se dostalo do Koreje v 18. století prostřednictvím katolických knih přivezených z Číny. Teprve v roce 1836 pronikli tajně do země francouzští misionáři.
Kim Tegon pokřtěný jako Ondřej přijal kněžské svěcení z rukou biskupa francouzského původu Vavřince Imberta. Korejskou křesťanskou komunitu postihlo několik vln krvavého pronásledování; nejvíce v letech 1839, 1846 a 1866. Násilnou smrtí zemřelo mnoho křesťanů mezi nimi také Ondřej Kim Tegon. Umučen byl 16. září 1846 v Soulu.